# Тамга-Терек
Тамга-Терек (кирг. Тамга-Терек) — село в Алайском районе Ошской области Кыргызстана. Входит в состав Будалыкского айылного аймака.

## География
Село расположено в южной части области, на берегах реки Будалакты (правый приток реки Гульча), на расстоянии приблизительно 5 километров (по прямой) к юго-востоку от села Гульча, административного центра района. Абсолютная высота — 1719 метров над уровнем моря.

## Население
Согласно оценочным данным Национального статистического комитета Кыргызской Республики, численность населения села на начало 2023 года составляла 365 человек.
| год     | 2009 | 2014 | 2015 | 2020 | 2021 | 2023 |
| ------- | ---- | ---- | ---- | ---- | ---- | ---- |
| человек | 276  | 364  | 385  | 408  | 436  | 365  |